# Paralelo 25 N

Parte da fronteira Mali-Mauritânia é definida pelo paralelo 25 N

O paralelo 25 N é um paralelo que está 25 graus a norte do plano equatorial da Terra.
Este paralelo define em parte quase retilínea a Fronteira Mali-Mauritânia que fica no extremo norte do Mali.

## Dimensões
Conforme o sistema geodésico WGS 84, no nível de latitude 25° N, um grau de longitude equivale a 100,95 km; a extensão total do paralelo é portanto 36.342 km, cerca de 91% da extensão do Equador, da qual esse paralelo dista 2.766 km, distando 7.236 km do polo norte.

## Cruzamentos
Começando no Meridiano de Greenwich na direcção leste, o paralelo 25 N passa sucessivamente por:
| País, território ou mar   | Notas                                                                  |
| ------------------------- | ---------------------------------------------------------------------- |
| Argélia                   | Deserto do Saara                                                       |
| Líbia                     | Deserto do Saara (passa por Gate)                                      |
| Egito                     | Meio do país                                                           |
| Mar Vermelho              |                                                                        |
| Arábia Saudita            | Meio do país                                                           |
| Golfo Pérsico             | Golfo do Barém                                                         |
| Catar                     | Passa ao sul de Um Saíde                                               |
| Golfo Pérsico             |                                                                        |
| Emirados Árabes Unidos    | Norte do país - proximidades de Dubai                                  |
| Oceano Índico             | Mar Arábico                                                            |
| Paquistão                 | Sul do país - proximidades de Carachi                                  |
| Índia                     | Meio norte do país - proximidades de Varanasi                          |
| Bangladesh                | Norte do país - proximidades de Silhete                                |
| Índia                     | Nagaland                                                               |
| Myanmar (Birmânia)        | Norte do país - proximidades de Mitcina                                |
| China                     | Provícias Yunnan, Quancim, Cantão                                      |
| Mar da China Meridional   | Estreito de Taiwan                                                     |
| Taiwan                    | Reclamado pela China                                                   |
| Oceano Pacífico           | Passa a norte de Miyako-jima, Japão · Passa a norte de Iwo Jima, Japão |
| México                    | Isla Magdalena, península da Baixa Califórnia e Isla San José          |
| Golfo da Califórnia       |                                                                        |
| México                    | Isla Altamura, Isla Talchichilte e continente                          |
| Golfo do México           |                                                                        |
| Estados Unidos            | Ilha de Key Largo, Florida                                             |
| Oceano Atlântico          | Estreitos da Florida                                                   |
| Bahamas                   | Ilhas de Andros, New Providence e Eleuthera                            |
| Oceano Atlântico          |                                                                        |
| Saara Ocidental           | Reclamado por Marrocos; meio da região                                 |
| Mauritânia                | Norte do país                                                          |
| Fronteira Mali-Mauritânia | trecho retilíneo - extremo N do Mali                                   |
| Argélia                   | Deserto do Saara                                                       |